# Шелаевское муниципальное образование
Шелаевское муниципальное образование — муниципальное образование со статусом сельского поселения в 
Тайшетском районе Иркутской области России. Административный центр — село Шелаево.

## Население
| 2010 | 2011 | 2012 | 2013 | 2014 | 2015 | 2016 |
| ---- | ---- | ---- | ---- | ---- | ---- | ---- |
| 763  | ↘760 | ↘741 | ↘711 | ↘693 | ↘659 | ↘648 |
| 2017 |      |      |      |      |      |      |
| ↘640 |      |      |      |      |      |      |

По результатам Всероссийской переписи населения 2010 года 
численность населения муниципального образования составила 763 человека, в том числе 383 мужчины и 380 женщин.

## Населённые пункты
В состав муниципального образования входят населённые пункты
- Шелаево

До 2004 года в состав поселения входила ныне упразднённая деревня Глинка, до 2019 года — также ныне упразднённая деревня Пойма.